# 實吉純一
實吉 純一（さねよし じゅんいち、1907年（明治40年）11月18日 - 2003年（平成15年）3月16日）は、日本の工学者。
電気工学、音響学を専門とした。音響学については、父祖の海軍経験を意識したものであり、戦前には海軍技術研究所音響研究員を大学教授と兼任していた。戦後は、東京工業大学学長や千葉工業大学、玉川大学、東北帝国大学の教授、日本音響学会会長などを務めた。
水中での気泡の挙動と気泡群による水中超音波の減衰、などの研究を行なった。またキリスト教徒でもあった。
松本清張は『砂の器』の執筆に際し、實吉の著書『電気音響工学』（1957年）を参考にし、實吉が当時勤務していた東京工大を取材で訪問している。

## 略歴
- 1931年（昭和6年） - 東北帝国大学工学部電気工学科を卒業、同大学の研究副手になる。
- 1932年（昭和7年） - 日本電気株式会社に入社。
- 1937年（昭和12年） - 日本電気株式会社を退社、東北帝国大学助教授となる。
- 1942年（昭和17年） - 東北帝国大学教授に就任。
- 1944年（昭和19年）5月18日 - 工学博士号（東北帝国大学）授与。
- 1949年（昭和24年） - 東京工業大学教授となる。
- 1966年（昭和41年） - 東京工業大学学長に就任。
- 1966年（昭和41年） - 日本音響学会会長になる。
- 1968年（昭和43年） - 東京工業大学の学長を辞職、千葉工業大学の教授に就任。
- 1973年（昭和48年） - 玉川大学教授となる。
- 2003年（平成15年） - 95歳で亡くなる。

## 受賞・栄典
- 1967年（昭和42年） - 電気通信学会功績賞
- 1969年（昭和44年） - 電気学会功績賞
- 1972年（昭和47年） - NHK放送文化賞
- 1978年（昭和53年） - 勲二等瑞宝章

## 親族
- 祖父 実吉安純（東京慈恵会医院専門学校校長、貴族院議員）
- 父 実吉純郎（東京慈恵会医科大学教授）[3]。
- 叔父 実吉敏郎（海軍大佐）
- 叔父 実吉雅郎（日揮株式会社創設者）
- 叔父 実吉捷郎（ドイツ文学者）
- 妻 小池直子（男爵 小池正晁 次女）